# Хамад бін Халіфа Аль Тані
Шейх Хамад бін Халіфа Аль Тані (араб. حمد بن خليفة آل ثاني; нар. 1 січня 1952, Доха, Катар) — емір Катару (1995-2013).
Почав свою освіту в Катарі, закінчив Королівську військову академію в Сандгерсті (Велика Британія) в липні 1971 року, служив в армії Катару. З 31 травня 1977 року — престолонаслідник і міністр оборони, багато зробив для модернізації армії. Відповідав також за спортивну підготовку юнацтва.
Хамад бін Халіфа Аль Тані активно займається підтримкою спорту. 27 червня 1995 року в результаті безкровного перевороту повалив свого батька і прийшов до влади. У 1997 році за його сприянням Катар став першою країною регіону, яка надала виборче право жінкам. У 1996 році сприяв появі телеканалу Аль-Джазіра.

## Захоплення влади
З середини 1980-х років Хамад став Головою державного планового комітету Катару, який відповідав за розвиток економіки країни. З 1992 року батько передає Хамаду все більше владних повноважень в управлінні Катаром, включаючи владу над розвитком нафтогазового комплексу країни. У 1995 році за підтримки інших членів сім'ї, поки батько перебував у закордонному відрядженні в Швейцарії, Хамад стає верховним главою держави Катар. Батько з 1995 по 2004 роки проживав у вигнанні у Франції і повернувся на батьківщину лише в 2004 році.

## Емір Катару
Правління Хамада бін Халіфа Аль Тані стало епохою реформ і модернізації Катару. В першу чергу нафтогазовий комплекс Катару отримав новий імпульс розвитку завдяки залученню іноземних інвестицій найбільших світових компаній: ExxonMobil, Шелл, Total та ін. В результаті Катар став провідним виробником і експортером зрідженого природного газу.
Емір Катару своїм указом заснував новинний канал Аль-Джазіра.
Серед арабських правителів Хамад бін Халіфа Аль Тані вважається прогресивним лідером, попри те, що зберігає абсолютну владу. Велику популярність здобули гуманітарні та благодійні програми, які курирує друга дружина еміра — Моза бінт Насер аль Міснед.

## Нагороди
- Орден князя Ярослава Мудрого I ст. (Україна, 23 листопада 2012) — за визначний особистий внесок у розвиток українсько-катарських міждержавних відносин[4]
- Відзнака «Іменна вогнепальна зброя» (Україна, 30 листопада 2012)[5]